# Philippe Baillet
Philippe Baillet (Bordeaux, 6 ottobre 1940 – Antibes, 5 gennaio 2015) è stato un cestista francese.

## Carriera
Con la Francia ha disputato i Giochi olimpici di Roma 1960 e due edizioni dei Campionati europei (1959, 1963).